# Luciano Gattinoni
Luciano Gattinoni (* 12. Januar 1945; † 2. Dezember 2024) war ein italienischer Arzt und Wissenschaftler, der als Pionier in der Intensivmedizin und mechanischen Beatmung gilt. Seine Arbeiten haben bahnbrechende Erkenntnisse in der Behandlung des akuten Lungenversagens (Acute Respiratory Distress Syndrome, ARDS) und anderer schwerwiegender Atemwegserkrankungen geliefert.

## Leben
Luciano Gattinoni wurde in Mailand, Italien, geboren. Er schloss 1969 sein Medizinstudium an der Universität Mailand ab und spezialisierte sich 1974 auf Anästhesiologie und Reanimation. Zwischen 1975 und 1977 war er Research Fellow und Berater am National Institutes of Health in Bethesda (Maryland). Nach seiner Rückkehr nach Italien hatte er verschiedene akademische und klinische Positionen inne, darunter die Professur für Anästhesiologie und Intensivmedizin an der Universität Mailand und die Leitung der Abteilung für Anästhesie und Reanimation am Ospedale Maggiore Policlinico in Mailand. Seit 2016 war er Gastprofessor an der Universität Göttingen in Deutschland.

## Wissenschaftliche Beiträge
Gattinoni konzentrierte sich in seiner Forschung auf die Physiologie des ARDS und die Optimierung der mechanischen Beatmung. Er führte das Konzept der „Baby-Lunge“ ein, das sich auf den funktionalen Teil der Lunge bezieht, der bei ARDS-Patienten für den Gasaustausch verfügbar ist. Zudem setzte er sich für die Anwendung der Bauchlage (Prone Positioning) bei ARDS-Patienten ein, um die Sauerstoffaufnahme zu verbessern.
Darüber hinaus spielte er eine Schlüsselrolle bei der Entwicklung der extrakorporalen Kohlendioxidentfernung (ECCO2R) und der extrakorporalen Membranoxygenierung (ECMO) als Behandlungsoptionen für Patienten mit schwerem Atemversagen.

## Auszeichnungen
Gattinoni erhielt zahlreiche Auszeichnungen, darunter 1992 den Ritterorden der Italienischen Republik und 2001 den Lifetime Achievement Award der American Society of Anesthesiology. Er war Ehrenpräsident der European Society of Intensive Care Medicine (ESICM) und der World Federation of Societies of Intensive and Critical Care Medicine.

## Vermächtnis
Die Arbeiten von Luciano Gattinoni hatten nachhaltige Auswirkungen auf die Behandlung schwer kranker Patienten. Seine Methoden und Konzepte werden weltweit angewendet und haben die Standardtherapien bei ARDS und anderen lebensbedrohlichen Erkrankungen grundlegend verbessert.